# Edgar Fernández
Édgar Fernández Falagán (30 de septiembre del 1989) es un expiloto de automovilismo vallisoletano. Disputó las temporadas 2008 y 2009 de la European F3 Open llegando a ser cuarto de la clase Copa en la temporada 2009 con la escudería Q8 Oils Hache Team. 

## Trayectoria
Édgar se inició en 2005 en el karting catalán, participando en el Open OJP Rotax Max, el año siguiente repitió, participando además en los campeonatos de España y de Cataluña Inter A, en el campeonato de España X30 y en el Trofeo 125 de Castilla y León, donde fue tercero. En 2007 participó en la categoría KF2 del campeonato de España, de Cataluña, de las WSK y del Campeonato de Castilla y León donde logró ser subcampeón. Esta temporada se inicia en los fórmulas participando en una carrera del Master Junior Fórmula.
Inicia la temporada 2008 realizando tests para la Fórmula Gloria, tras ello, entra en el Campeonato de España de F3 con el Q8 Oils Hache Team con un coche de la Clase Copa. Pese a no conseguir grandes resultados, repite la temporada siguiente, consiguiendo una victoria en el Circuito del Jarama y siendo cuarto finalmente de la clase.
Para la temporada 2010 quiso cambiar de aires, buscando poder participar con el Hache Team en las Le Mans Series y pasarse a la resistencia. Pese a hacer alguna prueba de la Challenge Garbí, y del CER, finalmente no obtuvo presupuesto suficiente para seguir en el mundo de la competición automovilística.

## Resultados

### Campeonato de España de F3
| Temporada   | Escudería          | JAR | JAR | SPA | SPA | ALB | ALB | VSC | VSC | VF1 | MAG | MAG | CRT | CRT | JER | JER | CAT | CAT | Pos | Pts |
| ----------- | ------------------ | --- | --- | --- | --- | --- | --- | --- | --- | --- | --- | --- | --- | --- | --- | --- | --- | --- | --- | --- |
| 2008        | Q8 Oils Hache Team | 20  | NC  | Ret | 23  | Ret | 21  | Ret | NC  | Ret | Ret | 21  | 21  | 17  | 12  | 16  | 17  | 16  | 23º | 0   |
| 2008 (Copa) | Q8 Oils Hache Team | 12  | NC  | Ret | 14  | Ret | 11  | Ret | NC  | Ret | Ret | 12  | 11  | 8   | 7   | 8   | 9   | 9   | 23º | 0   |

### European F3 Open
| Año         | Escudería          | CRT | CRT | JAR | JAR | SPA | SPA | DON | DON | MAG | MAG | MON | MON | JER | JER | CAT | CAT | Pos. | Puntos |
| ----------- | ------------------ | --- | --- | --- | --- | --- | --- | --- | --- | --- | --- | --- | --- | --- | --- | --- | --- | ---- | ------ |
| 2009        | Q8 Oils Hache Team | 16  | 9   | 9   | 7   | 17  | 19  | 19  | 17  | 10  | 12  | 15  | 17  | 17  | 14  | 15  | 13  | 20º  | 5      |
| 2009 (Copa) | Q8 Oils Hache Team | 7   | 5   | 2   | 1   | 6   | 10  | 10  | 7   | 3   | 4   | 7   | 9   | 7   | 8   | 4   | 5   | 4º   | 38     |